# 張思 (守門員)
张思（1983年6月12日—），是中国足球运动员，担任守门员。

## 俱乐部生涯
张思职业生涯初期在北京国安渡过，担任球队的第三号守门员。2003他曾经被租借到新加坡联赛球队新麒一个赛季，并在当年被北京国安队挂牌。虽然武汉黄鹤楼有意引进张思，但北京国安拒绝武汉队的开价。无求可踢的张思选择在2004年上学，进入北京理工大学，并随即加盟校队，代表球队参加乙级联赛和大学联赛。2006年，张思跟随北京理工大学队夺得乙级联赛的冠军，获得次年中甲联赛的参赛资格。
2008年，张思加盟中超升班马广州医药，取代离队的张云涛担任主力门将李帅的替补。10月11日，在广州医药客场挑战长春亚泰的比赛中，由于李帅在前35分钟连丢三球，广州队主教练沈祥福换上张思，这也是张思职业生涯的首次中超比赛，但张思并未能阻止广州队的溃败，他上场后广州队再丢三球，最后以0比6惨败给对手。2009年10月31日，在2009赛季第30轮广州医药客场1比2不敌天津泰达的比赛中，张思首次代表广州队首发出场。赛季结束后，由于沈祥福离开球队，张思被广州队挂牌出售。